# Pedro Rodríguez Cervera
Pedro Rodríguez Cervera, conegut professionalment com a Pedro Rodríguez (València, 1895 – Barcelona, 1990) va ser un dissenyador de moda que és considerat, avui, un dels mestres de l'alta costura espanyola del segle xx.

## Biografia

### Inicis
Pedro Rodríguez i la seva esposa, Anna Maria Marià, van obrir el 1919 la seva casa de costura a Barcelona, al carrer del Consell de Cent 332. L'èxit li va arribar una dècada després, el 1929, durant la celebració a de l'Exposició Internacional de Barcelona, en la qual seduí el públic amb propostes de gran qualitat, totalment circumscrites en l'estil art déco. Arran d'aquest fet, la seva casa de costura va experimentar un gran èxit entre les grans famílies barcelonines i, en créixer el negoci, va haver de canviar l'emplaçament de les seves botigues i tallers en dues ocasions, fins a la ubicació definitiva al Passeig de Gràcia. Amb l'esclat de la Guerra Civil Espanyola, la família Rodríguez es va haver d'exiliar i la casa d'alta costura va ser col·lectivitzada. Molts dels seus dissenys es poden trobar i consultar al Museo del Traje de Madrid.

### Esplendor

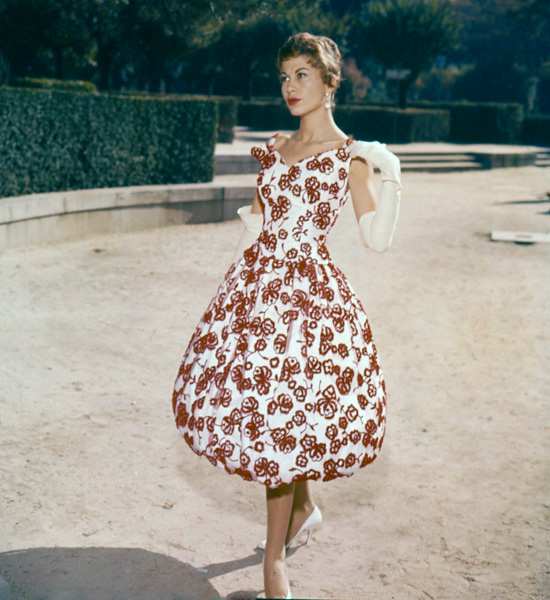
Disseny de Pedro Rodríguez (ca. 1954).

Pedro Rodríguez es va establir a París, on va conèixer els grans couturiers del moment. A finals de 1937 la família Rodríguez establí la seva nova residència a Sant Sebastià, on hi va obrir una nova casa. Acabada la guerra, Pedro Rodríguez va retornar a Barcelona i recuperà la seva casa de costura.
Durant la postguerra Rodríguez apostà pel seu treball i obrí una tercera casa de costura a Madrid, de manera que passà a controlar els tres punts geogràfics més importants de la moda del país. Durant les dècades següents va obrir altres boutiques en el territori espanyol i va participar en la fundació de la Cooperativa de la Alta Costura, de la qual va ser elegit president.

### L'arribada del Prêt-à-porter
Amb els anys, però sobretot durant la dècada dels 60, la irrupció del prêt-à-porter acabà per desbancar el món de l'alta costura, atès que presentava uns avantatges incontestables: uns preus notablement inferiors i la immediatesa en l'adquisició de la peça, sense haver de passar per les tres proves de rigor que l'alta costura exigia.
És aleshores quan Pedro Rodríguez exposà els seus dubtes sobre cap on anava la moda i, com recull la crònica de la crítica de moda María Pilar Comín a La Vanguardia titulada “Desfile de modas en S'Agaró”: 
| «                   | Pedro Rodríguez ha querido que salga de S'Agaró el breve manifiesto que no tardará en dar a la luz pública exponiendo sus conceptos y opiniones sobre el panorama actual de la moda que él siente dislocado y alucinante, y para el que reclama mesura y moderación en un afán de equilibrio que, a su juicio, no debe perderse nunca en un auténtico sentido de la elegancia | » |
| — Maria Pilar Comín | |   |

### Tancament
Ell era reticent envers la nova moda jove del moment, com ara l'op art o la minifaldilla, però el món havia canviat i s'acostava el final d'una època, la de l'alta costura a Catalunya, que ell havia creat amb altres modistes com Manuel Pertegaz, Asunción Bastida, Santa Eulalia i El Dique Flotante.
Malgrat la situació, Pedro Rodríguez es va mantenir actiu fins a la dècada dels setanta (la casa de costura de Barcelona, oberta el 1919, tancà el 1979) i a poc a poc abandonà una professió que tanta felicitat li havia reportat.

## Obra

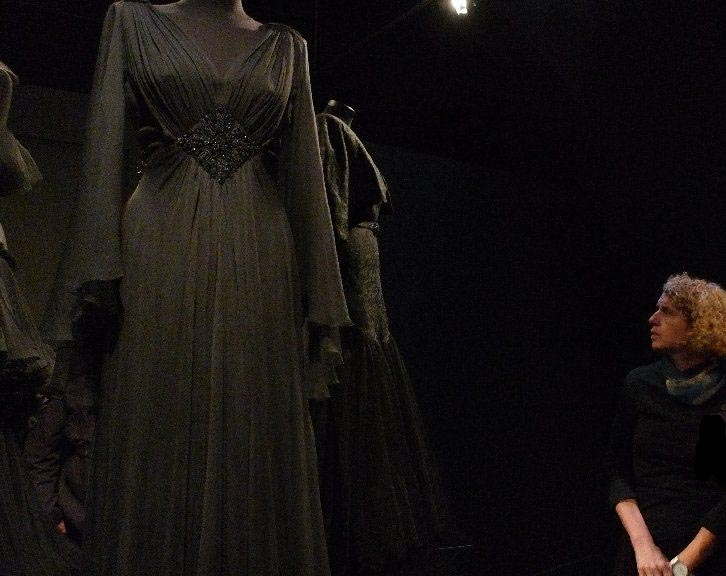
Detall de l'exposició "Què em poso?" al DHUB Montcada

Pedro Rodríguez va ser conegut, en el món de la moda, per la construcció perfecta dels vestits sastre, l'èmfasi en l'historicisme dels vestits de nit i la inclusió de brodats de pedreria com a símbols màxims de poder econòmic.
A banda dels seus inicis amb vestits d'estètica Deco, Pedro Rodríguez sobresortí després de la Guerra Civil Espanyola. Aleshores, en acabar la Segona Guerra Mundial, la moda va patir canvis i s'imposà un estil basat en l'austeritat, la uniformitat i la masculinitat. Una moda nova que es coneix amb el nom de silueta en V, atès que presentava les espatlles pronunciades, reforçades amb muscleres, i la cintura estreta.
Pedro Rodríguez seguí aquell el corrent internacional i inicià el període més esplendorós. A més de la seva maduresa creativa, Espanya començà la seva recuperació i la classe adinerada va veure, amb la moda, com significar-se socialment.
Als anys 50 i amb l'influx del New Look, Pedro Rodríguez va llançar diverses col·leccions entorn d'uns eixos temàtics que vertebren cada proposta. Des de la línea España (1952–1953), les línies Campánula i Desmayo de la golondrina en reposo (1953), Herradura (1954), Luciérnaga (1954–1955), Mikado (1955), Mariposa (1956–1957), Saco i Trapecio (1958), Goya (1958-1959) i Banana (1960).
Pedro Rodríguez també està associat a l'època daurada de l'alta costura internacional i va protagonitzar portades a les revistes més importants, com ara Vogue i Harper's Bazaar, i va vestir les dones més elegants i belles del moment, entre les quals Ava Gardner, Aline Griffith, Kim Novak i Bette Davis.

## Presència a museus
El Museu Tèxtil i d'Indumentària de Barcelona conserva el conjunt més important del món en vestits i complements de Pedro Rodríguez. Concretament, el modista va fer dues donacions especials que ell mateix s'ocupà de seleccionar. La primera va ser el 1982, en el context de l'exposició Moda segle XX, a través del Cercle d'Escriptors de la Moda, amb un total de nou vestits. La segona va ser el 1986 i estava formada per setanta-nou vestits que va donar en un acte públic celebrat en presència de diverses personalitats. Des d'aleshores, el treball de Pedro Rodríguez ha estat present en les exposicions del Museu. La tercera donació va ocórrer l'any 2007, quan la Sra. Hilda Bencomo donà un conjunt de més de tres-centes peces de la seva àvia, la Sra. Maria Brillas, que a banda de ser clienta del dissenyador també n'era bona amiga. Aquesta donació ha entrat a formar part del Catàleg del Patrimoni Cultural Català i del Patrimonio Histórico Español. D'aquesta última donació se'n va fer una exposició a partir d'una selecció de peces: Què em poso? El guarda-roba de Maria Brillas per Pedro Rodríguez, que va tenir lloc el 2011 a la seu del DHUB Montcada. L'any 2012 s'edità el catàleg de tota la col·lecció, que porta per nom Pedro Rodríguez. Catàleg dels vestits de Maria Brillas.
El Museo del Traje de Madrid conserva un important fons amb dibuixos i fotografies procedents de la casa de costura de Pedro Rodríguez.

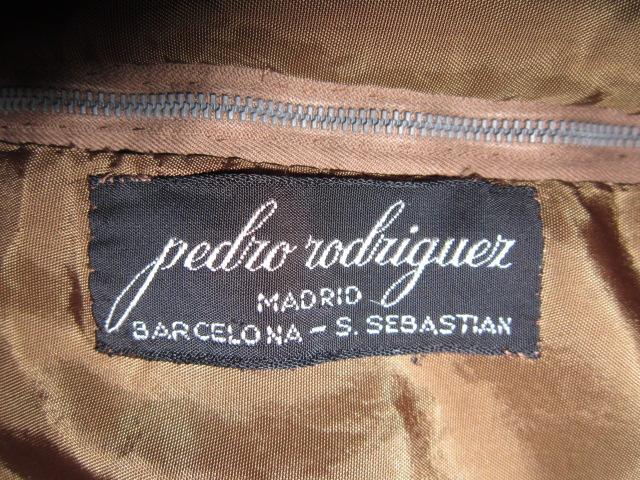
Etiqueta d'un vestit de Pedro Rodríguez que conserva el Museu Tèxtil i d'Indumentària de Barcelona

D'altra banda, la Col·lecció tèxtil Antoni de Montpalau també té una bona representació de vestits de Rodríguez, així com una selecció de dibuixos de 1925 a 1973.